# Miguelia monnei
Miguelia monnei är en skalbaggsart som beskrevs av Maria Helena M. Galileo och Martins 1991. Miguelia monnei ingår i släktet Miguelia och familjen långhorningar. Inga underarter finns listade i Catalogue of Life.